# سوخت‌وساز میکروبی

نمودار جریان برای تعیین ویژگی‌های سوخت‌وساز میکروارگانیسم‌ها

سوخت‌وساز میکروبی یا متابولیسم میکروبی (به انگلیسی: Microbial metabolism) روشی است که از طریق آن یک میکروب انرژی و مواد مغذی (مثلاً کربن) را که برای زندگی و تولیدمثل نیاز دارد به دست می‌آورد. میکروب‌ها از انواع مختلفی از راهبردهای متابولیک استفاده می‌کنند و گونه‌ها را اغلب می‌توان بر اساس ویژگی‌های سوخت‌وساز از یکدیگر متمایز کرد. خواص متابولیکی خاص یک میکروب، فاکتورهای اصلی در تعیین کنام بوم‌شناختی آن میکروب است و اغلب به آن میکروب اجازه می‌دهد در فرآیندهای صنعتی مفید باشد یا مسئول چرخه‌های زیست‌زمین‌شیمیایی باشد.